# Super-Souris
Pour la souris informatique d'Apple, voir Mighty Mouse (Apple).
Super-Souris (Mighty Mouse) est un personnage de dessin animé créé dans les années 1940 par les studios Terrytoons pour 20th Century Fox. Le personnage fait sa première apparition en 1942 et est par la suite apparu dans 80 films produits entre 1942 et 1961 puis dans des séries animées.
En France, il est télédiffusé pour la première fois en 1976 sur Antenne 2 puis rediffusé.

## Synopsis
L'épisode Cat's Tale nous montre l'enfance de Super-Souris : c'est un orphelin recueilli par un vieux couple de souris qui l'élève alors comme leur propre fils. Très vite, ils remarquent que cette petite souris n'est pas comme les autres car elle a une force énorme. Alors qu'il est « adolescent », Super-Souris quitte ses parents adoptifs pour parcourir le monde. 
Dans un monde peuplé d'animaux, Super-Souris veille sur les souris et les protège des Chats méchants et autres gangsters.

## Séries télévisées d'animation
- 1955-1966 : Mighty Mouse Playhouse[3]
- 1979-1982 : The New Adventures of Mighty Mouse and Heckle and Jeckle[4]
- 1987–1988 : Le Retour de Super-Souris (Mighty Mouse: The New Adventures[5])

## Voix françaises
- Albert Augier	: le narrateur
- Jane Val : Bébé Castor, voix féminines diverses
- Jacques Ciron	: le méchant renard
- Francis Lax : l'annonceur du cirque